# Dormammu
Dormammu är en fiktiv demon och superskurk i Marvel Comics och ärkefiende till Doktor Strange. Han skapades av Stan Lee och Steve Ditko och dök upp för första gången i Strange Tales #126 (november 1964).

## Karaktären
Efter att Dormammu blivit härskare och tyrann över den parallella världen, Mörkrets dimension, blir han en ständig fiende till Doktor Strange. Han beskrivs som en av de mäktigaste väsena i Marvels universum och som någonting värre än en demon av sina motståndare. Hans mystiska energi kan användas till att manipulera sina offer och är även odödlig. Med sina övernaturliga krafter och flammande huvud är Dormammu en fruktad skurk.